# Пеллицца да Вольпедо, Джузеппе
Джузеппе Пеллицца да Вольпедо (итал. Giuseppe Pellizza da Volpedo; 28 июля 1868, Вольпедо, Пьемонт, Италия — 14 июня 1907, там же) — итальянский живописец реалистического направления. Входил в «группу Тортона» (по названию города в Пьемонте). К этой группе относят также художников Анджело Барабино, Чезаре Саккаджи, Джиджи Куньоло и Пьетро Доссола.

## Жизнь и творчество
Родился в небогатой крестьянской семье в южной части Пьемонта. В результате проведённой в стране земельной реформы семья Пеллицца смогла получить в пользование небольшой участок земли. Художественное образование Джузеппе получил в Академии изящных искусств Брера в Милане. Находился под влиянием творчества Джованни Сегантини. В своих картинах обращался преимущественно к социальным темам.
Наиболее известной работой Джузеппе Пеллицца да Вольпедо является его монументальное полотно «Четвёртое сословие» (Il quarto Stato), над которым он работал несколько лет. Эту картину (ныне в миланском Музее новеченто), созданную на рубеже столетий (1898—1901) и форматом в 2,93 × 5,45 метра, можно назвать вершиной социального творчества в европейском реалистическом искусстве конца XIX века. В общей сложности с учётом подготовительных работ, художник трудился над картиной около десяти лет. Эскизы к картине он создавал на основе зарисовок, сделанных непосредственно на местах событий: забастовок, рабочих и крестьянских демонстраций во время разразившегося в конце века аграрного кризиса. Полотно, отражающее в большей степени идеалистический, чем реальный взгляд на классовую борьбу того времени, стало одним из символов рабочего движения за свои права и справедливое переустройство мира.
Художник покончил жизнь самоубийством. 14 июня 1907 года Джузеппе Пеллицца повесился перед картиной «Четвёртое сословие» в своей мастерской.
В фильме-эпопее Бернардо Бертолуччи «1900» первые кадры посвящены картине «Четвёртое сословие».

## Галерея

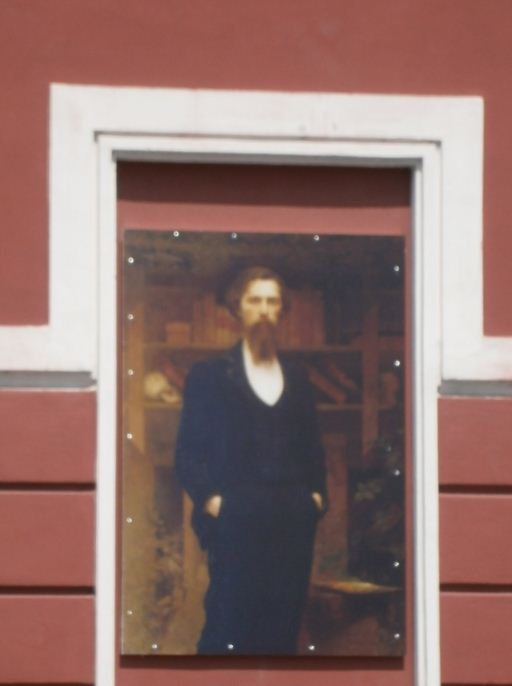
Автопортрет
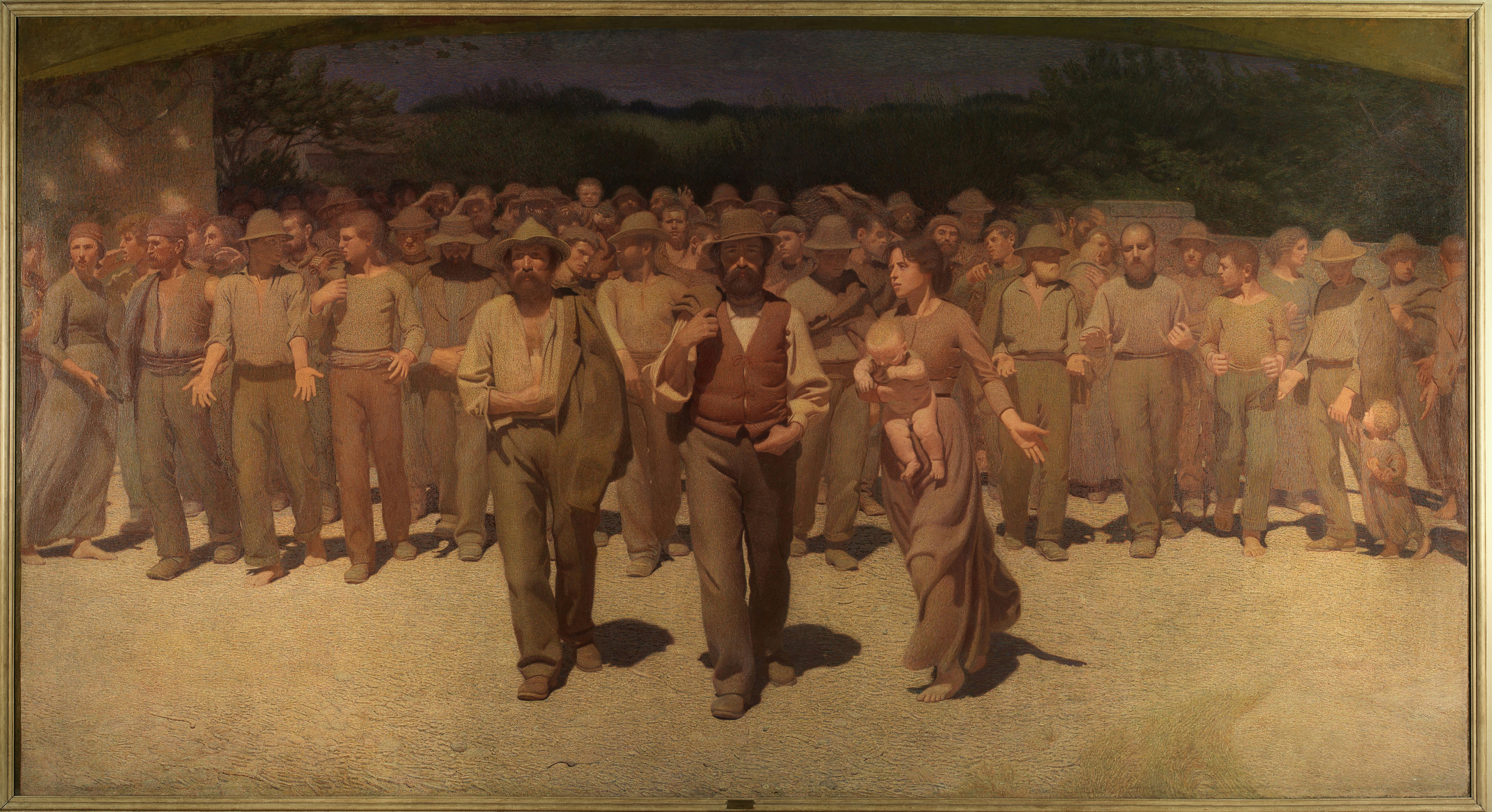
Четвёртое сословие. 1898—1901
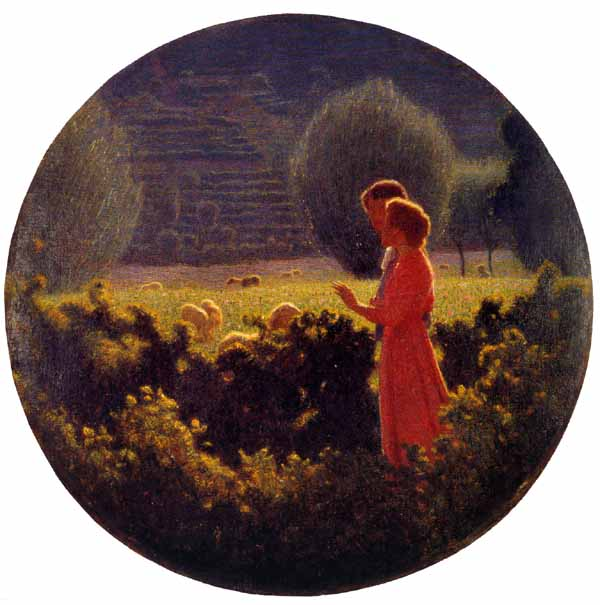
Прогулка влюблённых. 1901—1902
Портрет девушки (Сфинкс). 1887
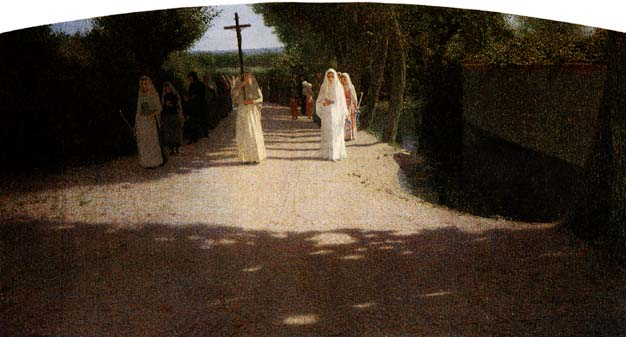
Процессия. 1894—1895